# Cogswell
Cogswell és una població dels Estats Units a l'estat de Dakota del Nord. Segons el cens del 2000 tenia 165 habitants.

## Demografia
Segons el cens del 2000, Cogswell tenia 165 habitants, 68 habitatges, i 49 famílies. La densitat de població era de 193,1 hab./km².
Dels 68 habitatges en un 33,8% hi vivien nens de menys de 18 anys, en un 63,2% hi vivien parelles casades, en un 1,5% dones solteres, i en un 27,9% no eren unitats familiars. En el 27,9% dels habitatges hi vivien persones soles el 17,6% de les quals corresponia a persones de 65 anys o més que vivien soles. El nombre mitjà de persones vivint en cada habitatge era de 2,43 i el nombre mitjà de persones que vivien en cada família era de 2,92.
Per edats la població es repartia de la següent manera: un 26,1% tenia menys de 18 anys, un 6,7% entre 18 i 24, un 29,1% entre 25 i 44, un 23% de 45 a 60 i un 15,2% 65 anys o més.
L'edat mediana era de 39 anys. Per cada 100 dones de 18 o més anys hi havia 106,8 homes.
La renda mediana per habitatge era de 35.000 $ i la renda mediana per família de 45.208 $. Els homes tenien una renda mediana de 31.250 $ mentre que les dones 19.375 $. La renda per capita de la població era de 14.086 $. Entorn de l'1,8% de les famílies i el 2,5% de la població estaven per davall del llindar de pobresa.

## Poblacions més properes
El següent diagrama mostra les poblacions més properes.